# Midtown (Tennessee)
Midtown es un lugar designado por el censo ubicado en el condado de Roane en el estado estadounidense de Tennessee. En el Censo de 2010 tenía una población de 1.360 habitantes y una densidad poblacional de 114,23 personas por km².

## Geografía
Midtown se encuentra ubicado en las coordenadas 35°52′49″N 84°34′30″O / 35.88028, -84.57500. Según la Oficina del Censo de los Estados Unidos, Midtown tiene una superficie total de 11.91 km², de la cual 11.9 km² corresponden a tierra firme y (0.09%) 0.01 km² es agua.

## Demografía
Según el censo de 2010, había 1.360 personas residiendo en Midtown. La densidad de población era de 114,23 hab./km². De los 1.360 habitantes, Midtown estaba compuesto por el 94.56% blancos, el 3.6% eran afroamericanos, el 0.51% eran amerindios, el 0.51% eran asiáticos, el 0% eran isleños del Pacífico, el 0.29% eran de otras razas y el 0.51% pertenecían a dos o más razas. Del total de la población el 0.88% eran hispanos o latinos de cualquier raza.